# 宮本幸裕
宮本幸裕（1977年11月21日—）是出身於福岡縣的日本動畫演出家。

## 生平
曾於福岡大學理學院就讀化學系，但其後轉至代代木動畫學院福岡分校並畢業。早期加入了VEGA Entertainment擔任演出助手。2006年成為自由身製作人，隨即被大沼心招攬參加《涅吉！？》的動畫演出。此製作令其跟SHAFT建立了緊密關係，在2008年分得僅次於監督職位的總演出，到2010年代亦多次成為系列導演，社內地位頗高。
其演出講求畫面空間感和突發性的轉變，令觀眾有震撼的深入感覺：但整體來說，旗下作品的誇張畫面不多，被譽為沉實派。初期為彌補誇張度方面的不足，經常與龍輪直征拍擋，關係良好。原本亦有繪畫分鏡，但有感效果不太理想而不常參與。經常找社外的朋友協助，較常接觸是本身亦是其中成員的。
曾一度失去住宿的地方，令他長期逗留在SHAFT的工作室內，之後有了家宅又因怕寂寞而不常回去。據新房昭之所說，食量亦很大。

## 參與作品

### 電視動畫
- （演出助手，2002年-2003年）
- 深海霸王99（SUBMARINE SUPER 99，演出助手，2003年）
- 魔法小米路（わがまま☆フェアリー ミルモでポン!，演出，2002年-2003年）
- （分鏡、演出，2003年-2004年）
- 天上天下（天上天下，演出，2004年）
- MONSTER（分鏡、演出，2004年-2005年）
- 多啦A夢 第2輯第2期（分鏡、演出，2005年）
- （分鏡、演出，2006年-2007年）
- 涅吉！？（ネギま!?，演出，2006年）
- 暗夜魔法使（ナイトウィザード The ANIMATION，演出，2007年）
- 絕望先生（さよなら絶望先生，OP導演、ED協力、演出，2007年）
- 俗・絕望先生（俗・さよなら絶望先生，總演出、OP導演、ED演出、分鏡、演出，2008年）
- 向陽素描×365（ひだまりスケッチ×365，演出協力，2008年）
- 瑪利亞狂熱（まりあ†ほりっく，系列導演、演出，2009年）
- 化物語（化物語，演出，2009年）
- 懺・絕望先生（懺・さよなら絶望先生，總演出、OP演出、演出，2009年）
- 向陽素描×☆☆☆（ひだまりスケッチ×☆☆☆，OP導演、演出，2010年）
- 荒川爆笑團（荒川アンダー ザ ブリッジ，系列導演、演出，2010年）
- 荒川爆笑團×2（荒川アンダー ザ ブリッジ×2，系列導演、演出，2010年）
- 魔法少女小圓☆魔力（魔法少女まどか☆マギカ，系列導演、演出，2011年）
- 電波女&青春男（電波女と青春男，系列導演，2011年）
- Fate/EXTRA Last Encore（系列導演，2018年）
- 魔法纪录 魔法少女小圆外传（マギアレコード 魔法少女まどか☆マギカ外伝，副導演、分鏡、演出，2020年）
- 五等分的新娘∽（五等分の花嫁∽，導演，2023年）
- 忍者與殺手的同住日常（忍者と殺し屋のふたりぐらし，導演，2025年）

### OVA
- 絕望先生 序 ～絕望少女選集～（さよなら絶望先生 序〜絶望少女撰集〜，演出，2008年）
- 絕望先生 序 ～俗・絕望少女選集～（さよなら絶望先生 序〜俗・絶望少女撰集〜，總演出、演出，2008年）
- 魔法先生涅吉! ～白之翼 ALA ALBA～（魔法先生ネギま! 〜白き翼 ALA ALBA〜，監督，2008-2009年）
- 獄・絕望先生（獄・さよなら絶望先生，總演出、分鏡、演出，2008-2009年）
- 懺・絕望先生 番外地（懺・さよなら絶望先生 番外地，總演出、分鏡、演出，2009-2010年）

## 註解
1. ↑  《Newtype》2010年7月號